# HQ-9
HQ-9는 중국의 차세대 중거리와 장거리의 액티브 레이다 유도 추력편향 대공 미사일이다. 중국판 패트리어트 PAC-3라고 할 수 있으며, 러시아의 S-300의 기술을 도입한 것이다. 중국판 천궁에 해당한다.
중국 육군은 이동식 차량을 사용하며, 중국 해군은 이지스함인 란조우급 구축함의 VLS에 48기를 장착해 사용중이다. 러시아의 S-300V과 같이 2단 고체 로켓으로 되어 있다.

## 미사일
러시아 S-300V와 비슷하게, HQ-9도 2단 고체연료 미사일이다. 1단 직경 700 mm, 2단 560 mm이며, 무게는 2톤 정도 된다. 길이는 6.8m이다. 미사일은 180 kg의 탄두를 탑재했으며, 최대속도는 마하 4.2이며, 사거리는 200 km이다.
HQ-9는 추력편향 제어 부분이 옆으로 튀어나온 점이, 튀어나오지 않은 S300V과 외양상 크게 구별되는 특징이다. 관성유도, 중간유도는 수정가능하고, 종말유도는 액티브 레이다 유도를 사용한다.
처음엔 미국 패트리어트처럼 박스 형태의 발사대였으나, 중국의 고체연료 로켓 기술이 부족하여 미사일이 매우 컸다. 이후에 러시아 지원을 받으면서, 발사대도 러시아의 원통형으로 바꾸었다.
탄도 미사일 요격기능이 있기는 하지만, 제한적이다.

## 레이다

### HT-233 레이다
미국의 MIM-104 패트리어트, 러시아의 S-300이 PESA 레이다를 사용하는데 비해, 중국의 HQ-9는 AESA 레이다를 사용한다. 레이다는 S-300의 30N6 (Flap-Lid) 시리즈 보다 패트리어트의 MPQ-53 레이다와 더 닮았다.

### Type 305A 레이다
Type 305A (또는 LLQ-305A) 레이다는 HQ-9 시스템의 또다른 탐색 레이다이다. 이 AESA 레이다는 HQ-9의 탄도 미사일 요격기능을 극대화 하기 위해 추가되었다. 프랑스 탈레스 그라운드 마스터 400 AESA 레이다와 외양이 비슷하다. 화력통제레이다로도 기능한다.
프랑스 탈레스 그라운드 마스터 400 AESA 레이다는 S 밴드 3차원 AESA 레이다이며, 4명이 30분만에 설치할 수 있다. C-130 수송기나 헬기로 운반할 수 있다. 탐지거리는 470 km이며, 항공기, UAV, 탄도 미사일을 탐지한다.

### YLC-20 패시브 센서
Type 305 레이다가 F-35처럼 제한적인 스텔스기에 유효하기는 하지만, B-2처럼 풀 스텔스기는 탐지하기 힘들다. 중국은 6대의 체코 4세대 베라 패시브 레이다를 획득하려는 시도에서, 관련된 문서들을 입수했다. 그 문서들을 통해 3세대 KRTP-91 타마라 패시브 레이다의 개념을 배웠으며, CETC에서 YLC-20 패시브 레이다를 개발했다. YLC-20 패시브 레이다는 2006년에 공개되었다.

### DWL002 패시브 센서
DWL002 패시브 레이다는 YLC-20의 후속버전이다. 역시 CETC에서 개발했다.

## 파생형
- FT-2000 - 대레이다 미사일
- HQ-9 - TVM 유도
- HHQ-9 — 해군형[3]

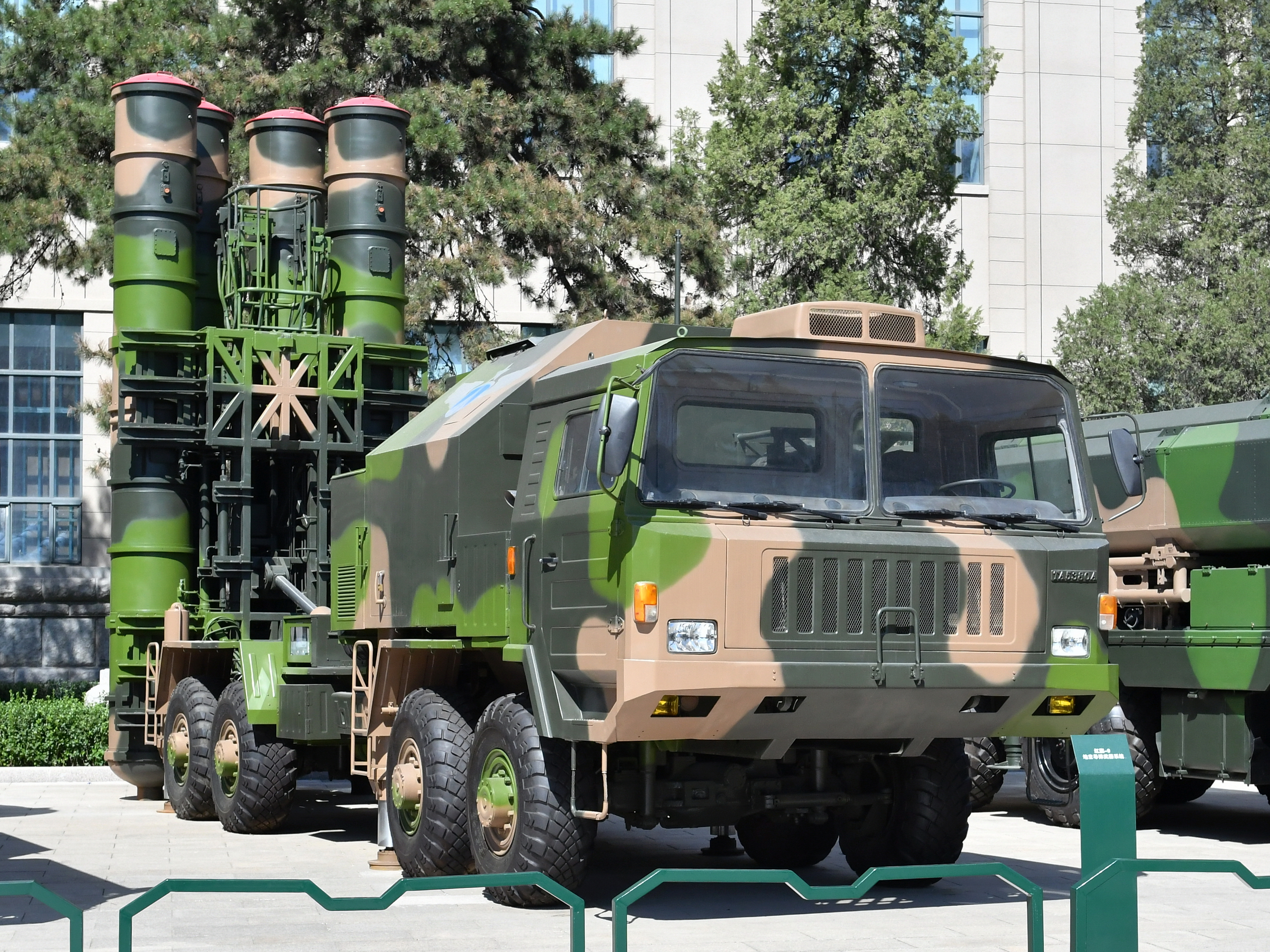
HQ-9

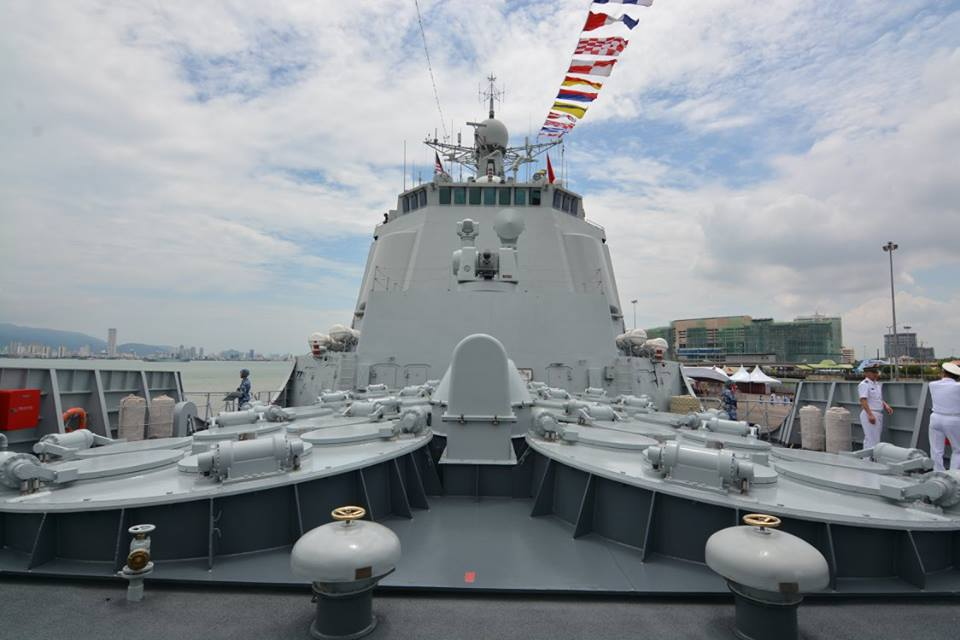
HHQ-9

- HQ-9A — 업그레이드 버전. 1999년 최초발사, 2001년 실전배치[3] 세미 액티브 레이다 유도. 세미 액티브 레이다 유도는 러시아의 S-300, 미국의 패트리어트 PAC-2 미사일이 사용한다.
- HHQ-9A — 구축함 탑재용 버전. 8개의 6셀 콜드 런치 수직발사대 052C형 구축함[4]
- FD-2000 - 제8회 주하이 에어쇼에서 공개. 수출형. 스텔스기를 수백 킬로미터에서 탐지하는 YLC-20 패시브 레이다를 옵션으로 제공
- HQ-9B — 2006년 2월 시험발사[3] 제인스는 듀얼시커로 세미 액티브 레이다 유도, 적외선 유도가 가능하다고 함[5] 추력 편향 기능으로 발사 후 빠른 방향 전환가능[6]
- HQ-9C - 개발중. 액티브 레이다 유도. 액티브 레이다 유도는 한국의 철매2, 러시아의 S-400, 미국의 패트리어트 PAC-3 미사일이 사용한다.
- HQ-19 - 중국판 THAAD

## 제원
- 2단 고체연료
- 길이: 9 m
- 직경: 1단 700 mm, 2단 560 mm
- 사거리: 200 km 이상
- 고도: 30 km
- 속도: 마하 4.2
- 탄두중량: 180 kg
- 발사 플랫폼: 이동식 육상, 해상
- 유도방식: 중간코스까지는 지령유도, 종말단계는 액티브 레이다 유도

## 같이 보기
- 패트리어트 미사일
- S-300 러시아판 패트리어트
- KM-SAM 한국판 패트리어트
- HQ-7 중국판 크로탈 미사일, 중국판 천마 미사일